# Shane Brathwaite
Shane Brathwaite, född 8 februari 1990, är en friidrottare från Barbados. Han deltog vid olympiska sommarspelen 2012 och olympiska sommarspelen 2020.